# Eleições legislativas de 2005 em Lisboa

## Resultados Oficiais
| Partido                 | Partido                        | Votos   | %               | +/-   |
| ----------------------- | ------------------------------ | ------- | --------------- | ----- |
|                         | Partido Socialista             | 149 948 | 42,48 / 100,00  | 4,86  |
|                         | Partido Social Democrata       | 87 405  | 24,84 / 100,00  | 13,19 |
|                         | Partido Popular                | 37 083  | 10,54 / 100,00  | 1,79  |
|                         | Bloco de Esquerda              | 30 651  | 8,71 / 100,00   | 3,60  |
|                         | Coligação Democrática Unitária | 28 960  | 8,23 / 100,00   | 1,12  |
|                         | Outros                         | 7 018   | 1,98 / 100,00   |       |
| Votos Inválidos         | Votos Inválidos                | 11 281  | 3,21 / 100,00   | 1,48  |
| Total                   | Total                          | 351 896 | 100,00 / 100,00 |       |
| Eleitorado/Participação | Eleitorado/Participação        | 540 162 | 65,15 / 100,00  | 2,34  |

## Resultados por Freguesia
Os resultados seguintes referem-se aos partidos que obtiveram mais de 1,00% dos votos:
| Freguesia                    | %     | %     | %     | %     | %     | Votantes |
| Freguesia                    | PS    | PSD   | PP    | BE    | CDU   | Votantes |
| ---------------------------- | ----- | ----- | ----- | ----- | ----- | -------- |
| Ajuda                        | 48,14 | 18,41 | 5,23  | 8,95  | 14,19 | 11 087   |
| Alcântara                    | 43,61 | 22,01 | 7,86  | 9,42  | 11,98 | 9 811    |
| Alto do Pina                 | 37,45 | 32,80 | 11,08 | 7,93  | 5,19  | 6 265    |
| Alvalade                     | 31,11 | 33,35 | 17,97 | 7,71  | 5,00  | 6 923    |
| Ameixoeira                   | 47,17 | 22,93 | 6,51  | 8,82  | 9,12  | 6 097    |
| Anjos                        | 39,76 | 28,94 | 9,48  | 9,71  | 6,71  | 6 106    |
| Beato                        | 46,19 | 20,84 | 6,26  | 8,11  | 13,02 | 8 620    |
| Benfica                      | 43,31 | 25,48 | 9,18  | 9,11  | 8,03  | 26 548   |
| Campo Grande                 | 40,30 | 26,57 | 12,11 | 8,91  | 6,98  | 6 787    |
| Campolide                    | 45,87 | 23,65 | 7,83  | 8,96  | 8,64  | 9 535    |
| Carnide                      | 46,42 | 21,05 | 8,56  | 8,90  | 8,73  | 9 774    |
| Castelo                      | 46,32 | 13,90 | 6,27  | 10,63 | 17,71 | 367      |
| Charneca                     | 52,60 | 20,38 | 4,81  | 5,84  | 10,12 | 3 597    |
| Coração de Jesus             | 38,70 | 26,03 | 12,97 | 10,49 | 6,75  | 3 023    |
| Encarnação                   | 43,53 | 23,02 | 8,97  | 10,03 | 9,11  | 2 063    |
| Graça                        | 44,41 | 24,26 | 6,61  | 10,33 | 9,19  | 4 114    |
| Lapa                         | 32,22 | 29,35 | 21,64 | 7,13  | 4,91  | 6 214    |
| Lumiar                       | 41,52 | 25,76 | 12,46 | 9,02  | 5,73  | 20 684   |
| Madalena                     | 41,81 | 18,10 | 9,05  | 14,22 | 11,64 | 232      |
| Mártires                     | 42,08 | 20,81 | 20,36 | 5,88  | 4,98  | 221      |
| Marvila                      | 54,68 | 15,22 | 4,08  | 8,18  | 11,84 | 21 301   |
| Mercês                       | 43,45 | 20,83 | 11,68 | 9,39  | 9,61  | 3 236    |
| Nossa Senhora de Fátima      | 35,99 | 29,10 | 16,87 | 7,59  | 5,36  | 11 280   |
| Pena                         | 45,67 | 23,46 | 9,02  | 8,95  | 7,80  | 3 116    |
| Penha de França              | 44,86 | 25,74 | 7,44  | 9,55  | 7,66  | 8 721    |
| Prazeres                     | 43,34 | 21,60 | 12,01 | 8,30  | 9,52  | 4 578    |
| Sacramento                   | 39,10 | 23,88 | 7,85  | 11,22 | 10,42 | 624      |
| Santa Catarina               | 45,53 | 21,67 | 8,18  | 11,20 | 7,95  | 2 616    |
| Santa Engrácia               | 45,36 | 25,82 | 5,92  | 8,73  | 8,59  | 3 494    |
| Santa Isabel                 | 36,47 | 27,08 | 15,91 | 8,76  | 6,84  | 4 941    |
| Santa Justa                  | 47,16 | 19,91 | 7,35  | 9,00  | 8,77  | 422      |
| Santa Maria de Belém         | 39,66 | 25,08 | 14,74 | 8,98  | 6,71  | 5 487    |
| Santa Maria dos Olivais      | 47,55 | 21,93 | 7,31  | 8,53  | 9,59  | 30 358   |
| Santiago                     | 44,87 | 23,28 | 8,42  | 10,11 | 9,80  | 653      |
| Santo Condestável            | 43,08 | 23,73 | 9,82  | 9,43  | 8,94  | 11 445   |
| Santo Estêvão                | 47,05 | 18,42 | 3,72  | 9,61  | 16,66 | 1 477    |
| Santos-o-Velho               | 42,77 | 20,08 | 14,84 | 7,58  | 9,95  | 2 904    |
| São Cristóvão e São Lourenço | 46,88 | 22,97 | 6,34  | 7,90  | 9,98  | 962      |
| São Domingos de Benfica      | 38,47 | 28,91 | 12,60 | 8,74  | 6,37  | 20 896   |
| São Francisco Xavier         | 29,83 | 31,19 | 22,24 | 7,12  | 4,88  | 5 306    |
| São João                     | 46,00 | 24,47 | 6,66  | 9,49  | 8,49  | 10 302   |
| São João de Brito            | 31,78 | 33,90 | 16,38 | 7,64  | 5,35  | 9 265    |
| São João de Deus             | 31,70 | 32,63 | 18,53 | 7,40  | 4,38  | 8 203    |
| São Jorge de Arroios         | 38,10 | 29,34 | 12,14 | 9,24  | 6,48  | 12 301   |
| São José                     | 44,49 | 24,38 | 7,70  | 9,36  | 8,65  | 2 104    |
| São Mamede                   | 34,18 | 27,58 | 19,88 | 7,81  | 4,80  | 3 959    |
| São Miguel                   | 47,97 | 15,30 | 4,05  | 9,09  | 19,80 | 1 111    |
| São Nicolau                  | 40,26 | 25,93 | 8,17  | 11,75 | 7,45  | 698      |
| São Paulo                    | 46,48 | 20,79 | 7,35  | 10,47 | 10,06 | 1 919    |
| São Sebastião da Pedreira    | 29,79 | 29,14 | 24,37 | 7,96  | 3,99  | 4 965    |
| São Vicente de Fora          | 48,79 | 19,35 | 5,85  | 8,76  | 12,07 | 2 511    |
| Sé                           | 42,32 | 22,22 | 9,36  | 9,86  | 10,49 | 801      |
| Socorro                      | 48,50 | 22,76 | 3,95  | 8,33  | 9,24  | 1 872    |
| Lisboa                       | 42,48 | 24,84 | 10,54 | 8,71  | 8,23  | 351 896  |

#### Ajuda
| Partido                 | Partido                        | Votos  | %               | +/-  |
| ----------------------- | ------------------------------ | ------ | --------------- | ---- |
|                         | Partido Socialista             | 5 337  | 48,14 / 100,00  | 3,63 |
|                         | Partido Social Democrata       | 2 041  | 18,41 / 100,00  | 9,02 |
|                         | Coligação Democrática Unitária | 1 573  | 14,19 / 100,00  | 1,23 |
|                         | Bloco de Esquerda              | 992    | 8,95 / 100,00   | 4,54 |
|                         | Partido Popular                | 580    | 5,23 / 100,00   | 1,60 |
|                         | Outros                         | 241    | 2,17 / 100,00   |      |
| Votos Inválidos         | Votos Inválidos                | 323    | 2,91 / 100,00   | 0,94 |
| Total                   | Total                          | 11 087 | 100,00 / 100,00 |      |
| Eleitorado/Participação | Eleitorado/Participação        | 17 018 | 65,15 / 100,00  | 2,96 |

#### Alcântara
| Partido                 | Partido                        | Votos  | %               | +/-   |
| ----------------------- | ------------------------------ | ------ | --------------- | ----- |
|                         | Partido Socialista             | 4 279  | 43,61 / 100,00  | 3,73  |
|                         | Partido Social Democrata       | 2 159  | 22,01 / 100,00  | 10,80 |
|                         | Coligação Democrática Unitária | 1 175  | 11,98 / 100,00  | 0,87  |
|                         | Bloco de Esquerda              | 924    | 9,42 / 100,00   | 3,91  |
|                         | Partido Popular                | 771    | 7,86 / 100,00   | 0,46  |
|                         | Outros                         | 192    | 1,95 / 100,00   |       |
| Votos Inválidos         | Votos Inválidos                | 311    | 3,17 / 100,00   | 1,44  |
| Total                   | Total                          | 9 811  | 100,00 / 100,00 |       |
| Eleitorado/Participação | Eleitorado/Participação        | 15 260 | 64,29 / 100,00  | 2,40  |

#### Alto do Pina
| Partido                 | Partido                        | Votos  | %               | +/-   |
| ----------------------- | ------------------------------ | ------ | --------------- | ----- |
|                         | Partido Socialista             | 2 346  | 37,45 / 100,00  | 7,50  |
|                         | Partido Social Democrata       | 2 055  | 32,80 / 100,00  | 15,61 |
|                         | Partido Popular                | 694    | 11,08 / 100,00  | 2,17  |
|                         | Bloco de Esquerda              | 497    | 7,93 / 100,00   | 2,83  |
|                         | Coligação Democrática Unitária | 325    | 5,19 / 100,00   | 1,04  |
|                         | Outros                         | 117    | 1,88 / 100,00   |       |
| Votos Inválidos         | Votos Inválidos                | 231    | 3,69 / 100,00   | 1,86  |
| Total                   | Total                          | 6 265  | 100,00 / 100,00 |       |
| Eleitorado/Participação | Eleitorado/Participação        | 10 558 | 59,34 / 100,00  | 0,95  |

#### Alvalade
| Partido                 | Partido                        | Votos | %               | +/-   |
| ----------------------- | ------------------------------ | ----- | --------------- | ----- |
|                         | Partido Social Democrata       | 2 309 | 33,35 / 100,00  | 17,12 |
|                         | Partido Socialista             | 2 154 | 31,11 / 100,00  | 3,81  |
|                         | Partido Popular                | 1 244 | 17,97 / 100,00  | 7,72  |
|                         | Bloco de Esquerda              | 534   | 7,71 / 100,00   | 1,90  |
|                         | Coligação Democrática Unitária | 346   | 5,00 / 100,00   | 1,33  |
|                         | Outros                         | 103   | 1,48 / 100,00   |       |
| Votos Inválidos         | Votos Inválidos                | 233   | 3,36 / 100,00   | 1,83  |
| Total                   | Total                          | 6 923 | 100,00 / 100,00 |       |
| Eleitorado/Participação | Eleitorado/Participação        | 9 843 | 70,33 / 100,00  | 0,39  |

#### Ameixoeira
| Partido                 | Partido                        | Votos | %               | +/-   |
| ----------------------- | ------------------------------ | ----- | --------------- | ----- |
|                         | Partido Socialista             | 2 876 | 47,17 / 100,00  | 5,78  |
|                         | Partido Social Democrata       | 1 398 | 22,93 / 100,00  | 10,46 |
|                         | Coligação Democrática Unitária | 556   | 9,12 / 100,00   | 1,00  |
|                         | Bloco de Esquerda              | 538   | 8,82 / 100,00   | 4,27  |
|                         | Partido Popular                | 397   | 6,51 / 100,00   | 2,33  |
|                         | Outros                         | 148   | 2,43 / 100,00   |       |
| Votos Inválidos         | Votos Inválidos                | 184   | 3,01 / 100,00   | 1,34  |
| Total                   | Total                          | 6 097 | 100,00 / 100,00 |       |
| Eleitorado/Participação | Eleitorado/Participação        | 9 321 | 65,41 / 100,00  | 1,16  |

#### Anjos
| Partido                 | Partido                        | Votos | %               | +/-   |
| ----------------------- | ------------------------------ | ----- | --------------- | ----- |
|                         | Partido Socialista             | 2 428 | 39,76 / 100,00  | 5,44  |
|                         | Partido Social Democrata       | 1 767 | 28,94 / 100,00  | 13,02 |
|                         | Bloco de Esquerda              | 593   | 9,71 / 100,00   | 4,13  |
|                         | Partido Popular                | 579   | 9,48 / 100,00   | 0,34  |
|                         | Coligação Democrática Unitária | 410   | 6,71 / 100,00   | 1,06  |
|                         | Outros                         | 127   | 2,08 / 100,00   |       |
| Votos Inválidos         | Votos Inválidos                | 202   | 3,31 / 100,00   | 1,77  |
| Total                   | Total                          | 6 106 | 100,00 / 100,00 |       |
| Eleitorado/Participação | Eleitorado/Participação        | 9 931 | 61,48 / 100,00  | 1,07  |

#### Beato
| Partido                 | Partido                                         | Votos  | %               | +/-   |
| ----------------------- | ----------------------------------------------- | ------ | --------------- | ----- |
|                         | Partido Socialista                              | 3 982  | 46,19 / 100,00  | 4,90  |
|                         | Partido Social Democrata                        | 1 796  | 20,84 / 100,00  | 10,19 |
|                         | Coligação Democrática Unitária                  | 1 122  | 13,02 / 100,00  | 1,79  |
|                         | Bloco de Esquerda                               | 699    | 8,11 / 100,00   | 3,76  |
|                         | Partido Popular                                 | 540    | 6,26 / 100,00   | 1,89  |
|                         | Partido Comunista dos Trabalhadores Portugueses | 114    | 1,32 / 100,00   | 0,40  |
|                         | Outros                                          | 118    | 1,37 / 100,00   |       |
| Votos Inválidos         | Votos Inválidos                                 | 249    | 2,88 / 100,00   | 0,97  |
| Total                   | Total                                           | 8 620  | 100,00 / 100,00 |       |
| Eleitorado/Participação | Eleitorado/Participação                         | 12 947 | 66,58 / 100,00  | 2,11  |

#### Benfica
| Partido                 | Partido                        | Votos  | %               | +/-   |
| ----------------------- | ------------------------------ | ------ | --------------- | ----- |
|                         | Partido Socialista             | 11 498 | 43,31 / 100,00  | 5,27  |
|                         | Partido Social Democrata       | 6 764  | 25,48 / 100,00  | 13,12 |
|                         | Partido Popular                | 2 438  | 9,18 / 100,00   | 1,02  |
|                         | Bloco de Esquerda              | 2 418  | 9,11 / 100,00   | 3,65  |
|                         | Coligação Democrática Unitária | 2 132  | 8,03 / 100,00   | 1,33  |
|                         | Outros                         | 448    | 1,69 / 100,00   |       |
| Votos Inválidos         | Votos Inválidos                | 850    | 3,20 / 100,00   | 1,53  |
| Total                   | Total                          | 26 548 | 100,00 / 100,00 |       |
| Eleitorado/Participação | Eleitorado/Participação        | 38 530 | 68,90 / 100,00  | 2,38  |

#### Campo Grande
| Partido                 | Partido                        | Votos  | %               | +/-   |
| ----------------------- | ------------------------------ | ------ | --------------- | ----- |
|                         | Partido Socialista             | 2 735  | 40,30 / 100,00  | 3,17  |
|                         | Partido Social Democrata       | 1 803  | 26,57 / 100,00  | 13,04 |
|                         | Partido Popular                | 822    | 12,11 / 100,00  | 3,13  |
|                         | Bloco de Esquerda              | 605    | 8,91 / 100,00   | 3,46  |
|                         | Coligação Democrática Unitária | 474    | 6,98 / 100,00   | 0,79  |
|                         | Outros                         | 121    | 1,79 / 100,00   |       |
| Votos Inválidos         | Votos Inválidos                | 227    | 3,35 / 100,00   | 1,85  |
| Total                   | Total                          | 6 787  | 100,00 / 100,00 |       |
| Eleitorado/Participação | Eleitorado/Participação        | 10 070 | 67,40 / 100,00  | 2,88  |

#### Campolide
| Partido                 | Partido                        | Votos  | %               | +/-   |
| ----------------------- | ------------------------------ | ------ | --------------- | ----- |
|                         | Partido Socialista             | 4 374  | 45,87 / 100,00  | 4,98  |
|                         | Partido Social Democrata       | 2 255  | 23,65 / 100,00  | 10,80 |
|                         | Bloco de Esquerda              | 854    | 8,96 / 100,00   | 4,17  |
|                         | Coligação Democrática Unitária | 824    | 8,64 / 100,00   | 0,65  |
|                         | Partido Popular                | 747    | 7,83 / 100,00   | 0,29  |
|                         | Outros                         | 215    | 2,26 / 100,00   |       |
| Votos Inválidos         | Votos Inválidos                | 266    | 2,79 / 100,00   | 0,86  |
| Total                   | Total                          | 9 535  | 100,00 / 100,00 |       |
| Eleitorado/Participação | Eleitorado/Participação        | 15 544 | 61,34 / 100,00  | 2,49  |

#### Carnide
| Partido                 | Partido                                         | Votos  | %               | +/-   |
| ----------------------- | ----------------------------------------------- | ------ | --------------- | ----- |
|                         | Partido Socialista                              | 4 537  | 46,42 / 100,00  | 4,97  |
|                         | Partido Social Democrata                        | 2 057  | 21,05 / 100,00  | 12,64 |
|                         | Bloco de Esquerda                               | 870    | 8,90 / 100,00   | 4,16  |
|                         | Coligação Democrática Unitária                  | 853    | 8,73 / 100,00   | 2,01  |
|                         | Partido Popular                                 | 837    | 8,56 / 100,00   | 0,62  |
|                         | Partido Comunista dos Trabalhadores Portugueses | 98     | 1,00 / 100,00   | 0,20  |
|                         | Outros                                          | 145    | 1,48 / 100,00   |       |
| Votos Inválidos         | Votos Inválidos                                 | 377    | 3,86 / 100,00   | 1,81  |
| Total                   | Total                                           | 9 774  | 100,00 / 100,00 |       |
| Eleitorado/Participação | Eleitorado/Participação                         | 14 087 | 69,38 / 100,00  | 3,91  |

#### Castelo
| Partido                 | Partido                                         | Votos | %               | +/-  |
| ----------------------- | ----------------------------------------------- | ----- | --------------- | ---- |
|                         | Partido Socialista                              | 170   | 46,32 / 100,00  | 2,03 |
|                         | Coligação Democrática Unitária                  | 65    | 17,71 / 100,00  | 4,48 |
|                         | Partido Social Democrata                        | 51    | 13,90 / 100,00  | 9,51 |
|                         | Bloco de Esquerda                               | 39    | 10,63 / 100,00  | 6,30 |
|                         | Partido Popular                                 | 23    | 6,27 / 100,00   | 0,60 |
|                         | Partido Comunista dos Trabalhadores Portugueses | 4     | 1,09 / 100,00   | 0,18 |
|                         | Outros                                          | 6     | 1,63 / 100,00   |      |
| Votos Inválidos         | Votos Inválidos                                 | 9     | 2,45 / 100,00   | 1,44 |
| Total                   | Total                                           | 367   | 100,00 / 100,00 |      |
| Eleitorado/Participação | Eleitorado/Participação                         | 561   | 65,42 / 100,00  | 2,74 |

#### Charneca
| Partido                 | Partido                                         | Votos | %               | +/-   |
| ----------------------- | ----------------------------------------------- | ----- | --------------- | ----- |
|                         | Partido Socialista                              | 1 892 | 52,60 / 100,00  | 9,76  |
|                         | Partido Social Democrata                        | 733   | 20,38 / 100,00  | 10,77 |
|                         | Coligação Democrática Unitária                  | 364   | 10,12 / 100,00  | 0,91  |
|                         | Bloco de Esquerda                               | 210   | 5,84 / 100,00   | 3,83  |
|                         | Partido Popular                                 | 173   | 4,81 / 100,00   | 4,65  |
|                         | Partido Comunista dos Trabalhadores Portugueses | 60    | 1,67 / 100,00   | 0,19  |
|                         | Outros                                          | 54    | 1,50 / 100,00   |       |
| Votos Inválidos         | Votos Inválidos                                 | 111   | 3,08 / 100,00   | 0,74  |
| Total                   | Total                                           | 3 597 | 100,00 / 100,00 |       |
| Eleitorado/Participação | Eleitorado/Participação                         | 6 407 | 56,14 / 100,00  | 2,68  |

#### Coração de Jesus
| Partido                 | Partido                        | Votos | %               | +/-   |
| ----------------------- | ------------------------------ | ----- | --------------- | ----- |
|                         | Partido Socialista             | 1 170 | 38,70 / 100,00  | 4,17  |
|                         | Partido Social Democrata       | 787   | 26,03 / 100,00  | 14,98 |
|                         | Partido Popular                | 392   | 12,97 / 100,00  | 3,32  |
|                         | Bloco de Esquerda              | 317   | 10,49 / 100,00  | 4,33  |
|                         | Coligação Democrática Unitária | 204   | 6,75 / 100,00   | 1,49  |
|                         | Outros                         | 51    | 1,69 / 100,00   |       |
| Votos Inválidos         | Votos Inválidos                | 102   | 3,38 / 100,00   | 1,52  |
| Total                   | Total                          | 3 023 | 100,00 / 100,00 |       |
| Eleitorado/Participação | Eleitorado/Participação        | 5 123 | 59,01 / 100,00  | 1,00  |

#### Encarnação
| Partido                 | Partido                        | Votos | %               | +/-   |
| ----------------------- | ------------------------------ | ----- | --------------- | ----- |
|                         | Partido Socialista             | 898   | 43,53 / 100,00  | 4,13  |
|                         | Partido Social Democrata       | 475   | 23,02 / 100,00  | 11,11 |
|                         | Bloco de Esquerda              | 207   | 10,03 / 100,00  | 3,91  |
|                         | Coligação Democrática Unitária | 188   | 9,11 / 100,00   | 0,85  |
|                         | Partido Popular                | 185   | 8,97 / 100,00   | 0,91  |
|                         | Outros                         | 42    | 2,03 / 100,00   |       |
| Votos Inválidos         | Votos Inválidos                | 68    | 3,29 / 100,00   | 1,45  |
| Total                   | Total                          | 2 063 | 100,00 / 100,00 |       |
| Eleitorado/Participação | Eleitorado/Participação        | 3 510 | 58,77 / 100,00  | 4,18  |

#### Graça
| Partido                 | Partido                                         | Votos | %               | +/-   |
| ----------------------- | ----------------------------------------------- | ----- | --------------- | ----- |
|                         | Partido Socialista                              | 1 827 | 44,41 / 100,00  | 4,79  |
|                         | Partido Social Democrata                        | 998   | 24,26 / 100,00  | 11,22 |
|                         | Bloco de Esquerda                               | 425   | 10,33 / 100,00  | 4,92  |
|                         | Coligação Democrática Unitária                  | 378   | 9,19 / 100,00   | 1,35  |
|                         | Partido Popular                                 | 272   | 6,61 / 100,00   | 1,13  |
|                         | Partido Comunista dos Trabalhadores Portugueses | 47    | 1,14 / 100,00   | 0,35  |
|                         | Outros                                          | 56    | 1,36 / 100,00   |       |
| Votos Inválidos         | Votos Inválidos                                 | 111   | 2,70 / 100,00   | 1,01  |
| Total                   | Total                                           | 4 114 | 100,00 / 100,00 |       |
| Eleitorado/Participação | Eleitorado/Participação                         | 6 404 | 64,24 / 100,00  | 2,43  |

#### Lapa
| Partido                 | Partido                        | Votos  | %               | +/-   |
| ----------------------- | ------------------------------ | ------ | --------------- | ----- |
|                         | Partido Socialista             | 2 002  | 32,22 / 100,00  | 3,05  |
|                         | Partido Social Democrata       | 1 824  | 29,35 / 100,00  | 18,25 |
|                         | Partido Popular                | 1 345  | 21,64 / 100,00  | 9,89  |
|                         | Bloco de Esquerda              | 443    | 7,13 / 100,00   | 2,69  |
|                         | Coligação Democrática Unitária | 305    | 4,91 / 100,00   | 0,65  |
|                         | Outros                         | 104    | 1,67 / 100,00   |       |
| Votos Inválidos         | Votos Inválidos                | 191    | 3,08 / 100,00   | 1,77  |
| Total                   | Total                          | 6 214  | 100,00 / 100,00 |       |
| Eleitorado/Participação | Eleitorado/Participação        | 10 156 | 61,19 / 100,00  | 1,38  |

#### Lumiar
| Partido                 | Partido                        | Votos  | %               | +/-   |
| ----------------------- | ------------------------------ | ------ | --------------- | ----- |
|                         | Partido Socialista             | 8 589  | 41,52 / 100,00  | 5,32  |
|                         | Partido Social Democrata       | 5 328  | 25,76 / 100,00  | 15,33 |
|                         | Partido Popular                | 2 577  | 12,46 / 100,00  | 3,89  |
|                         | Bloco de Esquerda              | 1 865  | 9,02 / 100,00   | 2,89  |
|                         | Coligação Democrática Unitária | 1 186  | 5,73 / 100,00   | 0,76  |
|                         | Outros                         | 331    | 1,60 / 100,00   |       |
| Votos Inválidos         | Votos Inválidos                | 808    | 3,91 / 100,00   | 2,13  |
| Total                   | Total                          | 20 684 | 100,00 / 100,00 |       |
| Eleitorado/Participação | Eleitorado/Participação        | 30 094 | 68,73 / 100,00  | 3,41  |

#### Madalena
| Partido                 | Partido                                         | Votos | %               | +/-   |
| ----------------------- | ----------------------------------------------- | ----- | --------------- | ----- |
|                         | Partido Socialista                              | 97    | 41,81 / 100,00  | 3,81  |
|                         | Partido Social Democrata                        | 42    | 18,10 / 100,00  | 13,90 |
|                         | Bloco de Esquerda                               | 33    | 14,22 / 100,00  | 6,22  |
|                         | Coligação Democrática Unitária                  | 27    | 11,64 / 100,00  | 2,84  |
|                         | Partido Popular                                 | 21    | 9,05 / 100,00   | 1,35  |
|                         | Partido Comunista dos Trabalhadores Portugueses | 4     | 1,72 / 100,00   | 1,72  |
|                         | Outros                                          | 3     | 1,29 / 100,00   |       |
| Votos Inválidos         | Votos Inválidos                                 | 5     | 2,15 / 100,00   | 0,55  |
| Total                   | Total                                           | 232   | 100,00 / 100,00 |       |
| Eleitorado/Participação | Eleitorado/Participação                         | 419   | 55,37 / 100,00  | 0,90  |

#### Mártires
| Partido                 | Partido                        | Votos | %               | +/-   |
| ----------------------- | ------------------------------ | ----- | --------------- | ----- |
|                         | Partido Socialista             | 93    | 42,08 / 100,00  | 6,88  |
|                         | Partido Social Democrata       | 46    | 20,81 / 100,00  | 17,46 |
|                         | Partido Popular                | 45    | 20,36 / 100,00  | 4,03  |
|                         | Bloco de Esquerda              | 13    | 5,88 / 100,00   | 2,82  |
|                         | Coligação Democrática Unitária | 11    | 4,98 / 100,00   | 0,39  |
|                         | Outros                         | 3     | 1,35 / 100,00   |       |
| Votos Inválidos         | Votos Inválidos                | 10    | 4,52 / 100,00   | 2,99  |
| Total                   | Total                          | 221   | 100,00 / 100,00 |       |
| Eleitorado/Participação | Eleitorado/Participação        | 371   | 59,57 / 100,00  | 8,26  |

#### Marvila
| Partido                 | Partido                                         | Votos  | %               | +/-  |
| ----------------------- | ----------------------------------------------- | ------ | --------------- | ---- |
|                         | Partido Socialista                              | 11 647 | 54,68 / 100,00  | 6,45 |
|                         | Partido Social Democrata                        | 3 243  | 15,22 / 100,00  | 9,38 |
|                         | Coligação Democrática Unitária                  | 2 521  | 11,84 / 100,00  | 1,33 |
|                         | Bloco de Esquerda                               | 1 743  | 8,18 / 100,00   | 5,11 |
|                         | Partido Popular                                 | 870    | 4,08 / 100,00   | 4,71 |
|                         | Partido Comunista dos Trabalhadores Portugueses | 297    | 1,39 / 100,00   | 0,17 |
|                         | Outros                                          | 400    | 1,88 / 100,00   |      |
| Votos Inválidos         | Votos Inválidos                                 | 580    | 2,72 / 100,00   | 0,53 |
| Total                   | Total                                           | 21 301 | 100,00 / 100,00 |      |
| Eleitorado/Participação | Eleitorado/Participação                         | 35 744 | 59,59 / 100,00  | 5,03 |

#### Mercês
| Partido                 | Partido                        | Votos | %               | +/-   |
| ----------------------- | ------------------------------ | ----- | --------------- | ----- |
|                         | Partido Socialista             | 1 406 | 43,45 / 100,00  | 3,29  |
|                         | Partido Social Democrata       | 674   | 20,83 / 100,00  | 13,25 |
|                         | Partido Popular                | 378   | 11,68 / 100,00  | 3,07  |
|                         | Coligação Democrática Unitária | 311   | 9,61 / 100,00   | 1,93  |
|                         | Bloco de Esquerda              | 304   | 9,39 / 100,00   | 3,43  |
|                         | Outros                         | 62    | 1,91 / 100,00   |       |
| Votos Inválidos         | Votos Inválidos                | 101   | 3,12 / 100,00   | 1,17  |
| Total                   | Total                          | 3 236 | 100,00 / 100,00 |       |
| Eleitorado/Participação | Eleitorado/Participação        | 5 054 | 64,03 / 100,00  | 1,14  |

#### Nossa Senhora de Fátima
| Partido                 | Partido                        | Votos  | %               | +/-   |
| ----------------------- | ------------------------------ | ------ | --------------- | ----- |
|                         | Partido Socialista             | 4 060  | 35,99 / 100,00  | 6,14  |
|                         | Partido Social Democrata       | 3 282  | 29,10 / 100,00  | 18,24 |
|                         | Partido Popular                | 1 903  | 16,87 / 100,00  | 6,22  |
|                         | Bloco de Esquerda              | 856    | 7,59 / 100,00   | 2,46  |
|                         | Coligação Democrática Unitária | 605    | 5,36 / 100,00   | 0,94  |
|                         | Outros                         | 162    | 1,44 / 100,00   |       |
| Votos Inválidos         | Votos Inválidos                | 412    | 3,65 / 100,00   | 2,08  |
| Total                   | Total                          | 11 280 | 100,00 / 100,00 |       |
| Eleitorado/Participação | Eleitorado/Participação        | 16 619 | 67,87 / 100,00  | 2,03  |

#### Pena
| Partido                 | Partido                                         | Votos | %               | +/-   |
| ----------------------- | ----------------------------------------------- | ----- | --------------- | ----- |
|                         | Partido Socialista                              | 1 423 | 45,67 / 100,00  | 5,60  |
|                         | Partido Social Democrata                        | 731   | 23,46 / 100,00  | 11,53 |
|                         | Partido Popular                                 | 281   | 9,02 / 100,00   | 0,63  |
|                         | Bloco de Esquerda                               | 279   | 8,95 / 100,00   | 3,46  |
|                         | Coligação Democrática Unitária                  | 243   | 7,80 / 100,00   | 1,77  |
|                         | Partido Comunista dos Trabalhadores Portugueses | 39    | 1,25 / 100,00   | 0,49  |
|                         | Outros                                          | 34    | 1,09 / 100,00   |       |
| Votos Inválidos         | Votos Inválidos                                 | 86    | 2,76 / 100,00   | 1,03  |
| Total                   | Total                                           | 3 116 | 100,00 / 100,00 |       |
| Eleitorado/Participação | Eleitorado/Participação                         | 5 194 | 59,99 / 100,00  | 1,88  |

#### Penha de França
| Partido                 | Partido                        | Votos  | %               | +/-   |
| ----------------------- | ------------------------------ | ------ | --------------- | ----- |
|                         | Partido Socialista             | 3 912  | 44,86 / 100,00  | 4,99  |
|                         | Partido Social Democrata       | 2 245  | 25,74 / 100,00  | 11,48 |
|                         | Bloco de Esquerda              | 833    | 9,55 / 100,00   | 3,80  |
|                         | Coligação Democrática Unitária | 668    | 7,66 / 100,00   | 0,79  |
|                         | Partido Popular                | 649    | 7,44 / 100,00   | 0,20  |
|                         | Outros                         | 141    | 1,84 / 100,00   |       |
| Votos Inválidos         | Votos Inválidos                | 255    | 2,92 / 100,00   | 1,35  |
| Total                   | Total                          | 8 721  | 100,00 / 100,00 |       |
| Eleitorado/Participação | Eleitorado/Participação        | 13 366 | 65,25 / 100,00  | 1,57  |

#### Prazeres
| Partido                 | Partido                        | Votos | %               | +/-   |
| ----------------------- | ------------------------------ | ----- | --------------- | ----- |
|                         | Partido Socialista             | 1 984 | 43,34 / 100,00  | 3,36  |
|                         | Partido Social Democrata       | 989   | 21,60 / 100,00  | 12,97 |
|                         | Partido Popular                | 550   | 12,01 / 100,00  | 3,08  |
|                         | Coligação Democrática Unitária | 436   | 9,52 / 100,00   | 0,53  |
|                         | Bloco de Esquerda              | 380   | 8,30 / 100,00   | 3,71  |
|                         | Outros                         | 98    | 2,14 / 100,00   |       |
| Votos Inválidos         | Votos Inválidos                | 141   | 3,08 / 100,00   | 1,70  |
| Total                   | Total                          | 4 578 | 100,00 / 100,00 |       |
| Eleitorado/Participação | Eleitorado/Participação        | 8 034 | 56,98 / 100,00  | 0,33  |

#### Sacramento
| Partido                 | Partido                        | Votos | %               | +/-   |
| ----------------------- | ------------------------------ | ----- | --------------- | ----- |
|                         | Partido Socialista             | 244   | 39,10 / 100,00  | 2,22  |
|                         | Partido Social Democrata       | 149   | 23,88 / 100,00  | 12,14 |
|                         | Bloco de Esquerda              | 70    | 11,22 / 100,00  | 4,70  |
|                         | Coligação Democrática Unitária | 65    | 10,42 / 100,00  | 1,67  |
|                         | Partido Popular                | 49    | 7,85 / 100,00   | 0,04  |
|                         | Outros                         | 15    | 2,40 / 100,00   |       |
| Votos Inválidos         | Votos Inválidos                | 32    | 5,12 / 100,00   | 2,89  |
| Total                   | Total                          | 624   | 100,00 / 100,00 |       |
| Eleitorado/Participação | Eleitorado/Participação        | 965   | 64,66 / 100,00  | 7,22  |

#### Santa Catarina
| Partido                 | Partido                        | Votos | %               | +/-     |
| ----------------------- | ------------------------------ | ----- | --------------- | ------- |
|                         | Partido Socialista             | 1 191 | 45,53 / 100,00  | 3,52    |
|                         | Partido Social Democrata       | 567   | 21,67 / 100,00  | 12,16   |
|                         | Bloco de Esquerda              | 293   | 11,20 / 100,00  | 5,09    |
|                         | Partido Popular                | 214   | 8,18 / 100,00   | Estável |
|                         | Coligação Democrática Unitária | 208   | 7,95 / 100,00   | 1,40    |
|                         | Outros                         | 61    | 2,32 / 100,00   |         |
| Votos Inválidos         | Votos Inválidos                | 82    | 3,13 / 100,00   | 1,24    |
| Total                   | Total                          | 2 616 | 100,00 / 100,00 |         |
| Eleitorado/Participação | Eleitorado/Participação        | 4 377 | 59,77 / 100,00  | 2,17    |

#### Santa Engrácia
| Partido                 | Partido                        | Votos | %               | +/-  |
| ----------------------- | ------------------------------ | ----- | --------------- | ---- |
|                         | Partido Socialista             | 1 585 | 45,36 / 100,00  | 4,59 |
|                         | Partido Social Democrata       | 902   | 25,82 / 100,00  | 9,61 |
|                         | Bloco de Esquerda              | 305   | 8,73 / 100,00   | 4,11 |
|                         | Coligação Democrática Unitária | 300   | 8,59 / 100,00   | 1,21 |
|                         | Partido Popular                | 207   | 5,92 / 100,00   | 2,12 |
|                         | Outros                         | 92    | 2,64 / 100,00   |      |
| Votos Inválidos         | Votos Inválidos                | 103   | 2,95 / 100,00   | 0,96 |
| Total                   | Total                          | 3 494 | 100,00 / 100,00 |      |
| Eleitorado/Participação | Eleitorado/Participação        | 5 557 | 62,88 / 100,00  | 1,67 |

#### Santa Isabel
| Partido                 | Partido                        | Votos | %               | +/-   |
| ----------------------- | ------------------------------ | ----- | --------------- | ----- |
|                         | Partido Socialista             | 1 802 | 36,47 / 100,00  | 4,17  |
|                         | Partido Social Democrata       | 1 338 | 27,08 / 100,00  | 16,73 |
|                         | Partido Popular                | 786   | 15,91 / 100,00  | 6,32  |
|                         | Bloco de Esquerda              | 433   | 8,76 / 100,00   | 3,83  |
|                         | Coligação Democrática Unitária | 338   | 6,84 / 100,00   | 0,76  |
|                         | Outros                         | 77    | 1,56 / 100,00   |       |
| Votos Inválidos         | Votos Inválidos                | 167   | 3,38 / 100,00   | 1,68  |
| Total                   | Total                          | 4 941 | 100,00 / 100,00 |       |
| Eleitorado/Participação | Eleitorado/Participação        | 7 304 | 67,65 / 100,00  | 2,82  |

#### Santa Justa
| Partido                 | Partido                                         | Votos | %               | +/-   |
| ----------------------- | ----------------------------------------------- | ----- | --------------- | ----- |
|                         | Partido Socialista                              | 199   | 47,16 / 100,00  | 7,42  |
|                         | Partido Social Democrata                        | 84    | 19,91 / 100,00  | 13,64 |
|                         | Bloco de Esquerda                               | 38    | 9,00 / 100,00   | 4,73  |
|                         | Coligação Democrática Unitária                  | 37    | 8,77 / 100,00   | 1,08  |
|                         | Partido Popular                                 | 31    | 7,35 / 100,00   | 1,41  |
|                         | Partido Comunista dos Trabalhadores Portugueses | 7     | 1,66 / 100,00   | 0,59  |
|                         | Outros                                          | 10    | 2,37 / 100,00   |       |
| Votos Inválidos         | Votos Inválidos                                 | 16    | 3,79 / 100,00   | 0,80  |
| Total                   | Total                                           | 422   | 100,00 / 100,00 |       |
| Eleitorado/Participação | Eleitorado/Participação                         | 836   | 50,48 / 100,00  | 1,83  |

#### Santa Maria de Belém
| Partido                 | Partido                        | Votos | %               | +/-   |
| ----------------------- | ------------------------------ | ----- | --------------- | ----- |
|                         | Partido Socialista             | 2 176 | 39,66 / 100,00  | 3,24  |
|                         | Partido Social Democrata       | 1 376 | 25,08 / 100,00  | 14,45 |
|                         | Partido Popular                | 809   | 14,74 / 100,00  | 5,05  |
|                         | Bloco de Esquerda              | 493   | 8,98 / 100,00   | 3,55  |
|                         | Coligação Democrática Unitária | 368   | 6,71 / 100,00   | 0,60  |
|                         | Outros                         | 91    | 1,66 / 100,00   |       |
| Votos Inválidos         | Votos Inválidos                | 174   | 3,17 / 100,00   | 1,78  |
| Total                   | Total                          | 5 487 | 100,00 / 100,00 |       |
| Eleitorado/Participação | Eleitorado/Participação        | 9 506 | 57,72 / 100,00  | 4,29  |

#### Santa Maria dos Olivais
| Partido                 | Partido                        | Votos  | %               | +/-   |
| ----------------------- | ------------------------------ | ------ | --------------- | ----- |
|                         | Partido Socialista             | 14 436 | 47,55 / 100,00  | 4,09  |
|                         | Partido Social Democrata       | 6 658  | 21,93 / 100,00  | 10,34 |
|                         | Coligação Democrática Unitária | 2 912  | 9,59 / 100,00   | 1,08  |
|                         | Bloco de Esquerda              | 2 591  | 8,53 / 100,00   | 3,92  |
|                         | Partido Popular                | 2 220  | 7,31 / 100,00   | 0,09  |
|                         | Outros                         | 705    | 2,33 / 100,00   |       |
| Votos Inválidos         | Votos Inválidos                | 836    | 2,75 / 100,00   | 0,92  |
| Total                   | Total                          | 30 358 | 100,00 / 100,00 |       |
| Eleitorado/Participação | Eleitorado/Participação        | 44 272 | 68,57 / 100,00  | 2,77  |

#### Santiago
| Partido                 | Partido                                         | Votos | %               | +/-   |
| ----------------------- | ----------------------------------------------- | ----- | --------------- | ----- |
|                         | Partido Socialista                              | 293   | 44,87 / 100,00  | 1,13  |
|                         | Partido Social Democrata                        | 152   | 23,28 / 100,00  | 10,25 |
|                         | Bloco de Esquerda                               | 66    | 10,11 / 100,00  | 5,63  |
|                         | Coligação Democrática Unitária                  | 64    | 9,80 / 100,00   | 0,37  |
|                         | Partido Popular                                 | 55    | 8,42 / 100,00   | 0,54  |
|                         | Partido Comunista dos Trabalhadores Portugueses | 9     | 1,38 / 100,00   | 0,92  |
|                         | Outros                                          | 6     | 0,93 / 100,00   |       |
| Votos Inválidos         | Votos Inválidos                                 | 8     | 1,23 / 100,00   | 0,46  |
| Total                   | Total                                           | 653   | 100,00 / 100,00 |       |
| Eleitorado/Participação | Eleitorado/Participação                         | 990   | 65,96 / 100,00  | 4,40  |

#### Santo Condestável
| Partido                 | Partido                        | Votos  | %               | +/-   |
| ----------------------- | ------------------------------ | ------ | --------------- | ----- |
|                         | Partido Socialista             | 4 931  | 43,08 / 100,00  | 4,92  |
|                         | Partido Social Democrata       | 2 716  | 23,73 / 100,00  | 13,08 |
|                         | Partido Popular                | 1 124  | 9,82 / 100,00   | 1,23  |
|                         | Bloco de Esquerda              | 1 079  | 9,43 / 100,00   | 4,05  |
|                         | Coligação Democrática Unitária | 1 023  | 8,94 / 100,00   | 0,99  |
|                         | Outros                         | 214    | 1,87 / 100,00   |       |
| Votos Inválidos         | Votos Inválidos                | 358    | 3,12 / 100,00   | 1,49  |
| Total                   | Total                          | 11 445 | 100,00 / 100,00 |       |
| Eleitorado/Participação | Eleitorado/Participação        | 17 623 | 64,94 / 100,00  | 4,06  |

#### Santo Estêvão
| Partido                 | Partido                        | Votos | %               | +/-  |
| ----------------------- | ------------------------------ | ----- | --------------- | ---- |
|                         | Partido Socialista             | 695   | 47,05 / 100,00  | 3,36 |
|                         | Partido Social Democrata       | 272   | 18,42 / 100,00  | 8,46 |
|                         | Coligação Democrática Unitária | 246   | 16,66 / 100,00  | 3,51 |
|                         | Bloco de Esquerda              | 142   | 9,61 / 100,00   | 4,31 |
|                         | Partido Popular                | 55    | 3,72 / 100,00   | 2,62 |
|                         | Outros                         | 20    | 1,36 / 100,00   |      |
| Votos Inválidos         | Votos Inválidos                | 47    | 3,18 / 100,00   | 1,62 |
| Total                   | Total                          | 1 477 | 100,00 / 100,00 |      |
| Eleitorado/Participação | Eleitorado/Participação        | 2 404 | 61,44 / 100,00  | 0,96 |

#### Santos-o-Velho
| Partido                 | Partido                        | Votos | %               | +/-   |
| ----------------------- | ------------------------------ | ----- | --------------- | ----- |
|                         | Partido Socialista             | 1 242 | 42,77 / 100,00  | 2,71  |
|                         | Partido Social Democrata       | 583   | 20,08 / 100,00  | 11,89 |
|                         | Partido Popular                | 431   | 14,84 / 100,00  | 3,31  |
|                         | Coligação Democrática Unitária | 289   | 9,95 / 100,00   | 1,24  |
|                         | Bloco de Esquerda              | 220   | 7,58 / 100,00   | 3,60  |
|                         | Outros                         | 58    | 2,00 / 100,00   |       |
| Votos Inválidos         | Votos Inválidos                | 81    | 2,79 / 100,00   | 1,07  |
| Total                   | Total                          | 2 904 | 100,00 / 100,00 |       |
| Eleitorado/Participação | Eleitorado/Participação        | 4 594 | 63,21 / 100,00  | 1,59  |

#### São Cristóvão e São Lourenço
| Partido                 | Partido                                         | Votos | %               | +/-   |
| ----------------------- | ----------------------------------------------- | ----- | --------------- | ----- |
|                         | Partido Socialista                              | 451   | 46,88 / 100,00  | 4,86  |
|                         | Partido Social Democrata                        | 221   | 22,97 / 100,00  | 11,38 |
|                         | Coligação Democrática Unitária                  | 96    | 9,98 / 100,00   | 1,58  |
|                         | Bloco de Esquerda                               | 76    | 7,90 / 100,00   | 4,22  |
|                         | Partido Popular                                 | 61    | 6,34 / 100,00   | 1,54  |
|                         | Partido Comunista dos Trabalhadores Portugueses | 11    | 1,14 / 100,00   | 0,82  |
|                         | Outros                                          | 17    | 1,77 / 100,00   |       |
| Votos Inválidos         | Votos Inválidos                                 | 29    | 3,01 / 100,00   | 0,80  |
| Total                   | Total                                           | 962   | 100,00 / 100,00 |       |
| Eleitorado/Participação | Eleitorado/Participação                         | 1 602 | 60,05 / 100,00  | 3,58  |

#### São Domingos de Benfica
| Partido                 | Partido                        | Votos  | %               | +/-   |
| ----------------------- | ------------------------------ | ------ | --------------- | ----- |
|                         | Partido Socialista             | 8 038  | 38,47 / 100,00  | 4,72  |
|                         | Partido Social Democrata       | 6 040  | 28,91 / 100,00  | 14,92 |
|                         | Partido Popular                | 2 633  | 12,60 / 100,00  | 4,24  |
|                         | Bloco de Esquerda              | 1 826  | 8,74 / 100,00   | 2,54  |
|                         | Coligação Democrática Unitária | 1 331  | 6,37 / 100,00   | 1,24  |
|                         | Outros                         | 310    | 1,47 / 100,00   |       |
| Votos Inválidos         | Votos Inválidos                | 718    | 3,43 / 100,00   | 1,79  |
| Total                   | Total                          | 20 896 | 100,00 / 100,00 |       |
| Eleitorado/Participação | Eleitorado/Participação        | 29 432 | 71,00 / 100,00  | 1,85  |

#### São Francisco Xavier
| Partido                 | Partido                        | Votos | %               | +/-   |
| ----------------------- | ------------------------------ | ----- | --------------- | ----- |
|                         | Partido Social Democrata       | 1 655 | 31,19 / 100,00  | 18,64 |
|                         | Partido Socialista             | 1 583 | 29,83 / 100,00  | 2,79  |
|                         | Partido Popular                | 1 180 | 22,24 / 100,00  | 10,84 |
|                         | Bloco de Esquerda              | 378   | 7,12 / 100,00   | 2,06  |
|                         | Coligação Democrática Unitária | 259   | 4,88 / 100,00   | 1,00  |
|                         | Outros                         | 68    | 1,28 / 100,00   |       |
| Votos Inválidos         | Votos Inválidos                | 183   | 3,45 / 100,00   | 1,67  |
| Total                   | Total                          | 5 306 | 100,00 / 100,00 |       |
| Eleitorado/Participação | Eleitorado/Participação        | 7 146 | 74,25 / 100,00  | 0,67  |

#### São João
| Partido                 | Partido                        | Votos  | %               | +/-   |
| ----------------------- | ------------------------------ | ------ | --------------- | ----- |
|                         | Partido Socialista             | 4 739  | 46,00 / 100,00  | 5,74  |
|                         | Partido Social Democrata       | 2 521  | 24,47 / 100,00  | 11,03 |
|                         | Bloco de Esquerda              | 978    | 9,49 / 100,00   | 4,22  |
|                         | Coligação Democrática Unitária | 875    | 8,49 / 100,00   | 1,20  |
|                         | Partido Popular                | 686    | 6,66 / 100,00   | 1,23  |
|                         | Outros                         | 215    | 2,09 / 100,00   |       |
| Votos Inválidos         | Votos Inválidos                | 288    | 2,80 / 100,00   | 0,88  |
| Total                   | Total                          | 10 302 | 100,00 / 100,00 |       |
| Eleitorado/Participação | Eleitorado/Participação        | 16 626 | 61,96 / 100,00  | 2,26  |

#### São João de Brito
| Partido                 | Partido                        | Votos  | %               | +/-   |
| ----------------------- | ------------------------------ | ------ | --------------- | ----- |
|                         | Partido Social Democrata       | 3 141  | 33,90 / 100,00  | 16,54 |
|                         | Partido Socialista             | 2 944  | 31,78 / 100,00  | 5,08  |
|                         | Partido Popular                | 1 518  | 16,38 / 100,00  | 5,98  |
|                         | Bloco de Esquerda              | 708    | 7,64 / 100,00   | 2,07  |
|                         | Coligação Democrática Unitária | 496    | 5,35 / 100,00   | 1,09  |
|                         | Outros                         | 136    | 1,48 / 100,00   |       |
| Votos Inválidos         | Votos Inválidos                | 322    | 3,48 / 100,00   | 2,04  |
| Total                   | Total                          | 9 265  | 100,00 / 100,00 |       |
| Eleitorado/Participação | Eleitorado/Participação        | 13 646 | 67,90 / 100,00  | 0,64  |

#### São João de Deus
| Partido                 | Partido                        | Votos  | %               | +/-   |
| ----------------------- | ------------------------------ | ------ | --------------- | ----- |
|                         | Partido Social Democrata       | 2 677  | 32,63 / 100,00  | 18,93 |
|                         | Partido Socialista             | 2 600  | 31,70 / 100,00  | 4,94  |
|                         | Partido Popular                | 1 520  | 18,53 / 100,00  | 8,18  |
|                         | Bloco de Esquerda              | 607    | 7,40 / 100,00   | 2,12  |
|                         | Coligação Democrática Unitária | 359    | 4,38 / 100,00   | 0,74  |
|                         | Outros                         | 114    | 1,39 / 100,00   |       |
| Votos Inválidos         | Votos Inválidos                | 326    | 3,97 / 100,00   | 2,80  |
| Total                   | Total                          | 8 203  | 100,00 / 100,00 |       |
| Eleitorado/Participação | Eleitorado/Participação        | 11 831 | 69,33 / 100,00  | 0,84  |

#### São Jorge de Arroios
| Partido                 | Partido                        | Votos  | %               | +/-   |
| ----------------------- | ------------------------------ | ------ | --------------- | ----- |
|                         | Partido Socialista             | 4 687  | 38,10 / 100,00  | 5,28  |
|                         | Partido Social Democrata       | 3 609  | 29,34 / 100,00  | 14,81 |
|                         | Partido Popular                | 1 493  | 12,14 / 100,00  | 3,52  |
|                         | Bloco de Esquerda              | 1 137  | 9,24 / 100,00   | 3,33  |
|                         | Coligação Democrática Unitária | 797    | 6,48 / 100,00   | 0,71  |
|                         | Outros                         | 179    | 1,44 / 100,00   |       |
| Votos Inválidos         | Votos Inválidos                | 399    | 3,24 / 100,00   | 1,78  |
| Total                   | Total                          | 12 301 | 100,00 / 100,00 |       |
| Eleitorado/Participação | Eleitorado/Participação        | 19 473 | 63,17 / 100,00  | 2,17  |

#### São José
| Partido                 | Partido                                         | Votos | %               | +/-   |
| ----------------------- | ----------------------------------------------- | ----- | --------------- | ----- |
|                         | Partido Socialista                              | 936   | 44,49 / 100,00  | 5,02  |
|                         | Partido Social Democrata                        | 513   | 24,38 / 100,00  | 11,05 |
|                         | Bloco de Esquerda                               | 197   | 9,36 / 100,00   | 4,50  |
|                         | Coligação Democrática Unitária                  | 182   | 8,65 / 100,00   | 1,17  |
|                         | Partido Popular                                 | 162   | 7,70 / 100,00   | 1,25  |
|                         | Partido Comunista dos Trabalhadores Portugueses | 26    | 1,24 / 100,00   | 0,60  |
|                         | Outros                                          | 53    | 1,30 / 100,00   |       |
| Votos Inválidos         | Votos Inválidos                                 | 61    | 2,90 / 100,00   | 0,07  |
| Total                   | Total                                           | 2 104 | 100,00 / 100,00 |       |
| Eleitorado/Participação | Eleitorado/Participação                         | 3 526 | 59,67 / 100,00  | 1,79  |

#### São Mamede
| Partido                 | Partido                        | Votos | %               | +/-   |
| ----------------------- | ------------------------------ | ----- | --------------- | ----- |
|                         | Partido Socialista             | 1 353 | 34,18 / 100,00  | 2,99  |
|                         | Partido Social Democrata       | 1 092 | 27,58 / 100,00  | 18,27 |
|                         | Partido Popular                | 787   | 19,88 / 100,00  | 9,90  |
|                         | Bloco de Esquerda              | 309   | 7,81 / 100,00   | 2,60  |
|                         | Coligação Democrática Unitária | 190   | 4,80 / 100,00   | 1,17  |
|                         | Outros                         | 47    | 1,18 / 100,00   |       |
| Votos Inválidos         | Votos Inválidos                | 181   | 4,57 / 100,00   | 2,94  |
| Total                   | Total                          | 3 959 | 100,00 / 100,00 |       |
| Eleitorado/Participação | Eleitorado/Participação        | 5 803 | 68,22 / 100,00  | 2,23  |

#### São Miguel
| Partido                 | Partido                                         | Votos | %               | +/-  |
| ----------------------- | ----------------------------------------------- | ----- | --------------- | ---- |
|                         | Partido Socialista                              | 533   | 47,97 / 100,00  | 0,06 |
|                         | Coligação Democrática Unitária                  | 220   | 19,80 / 100,00  | 2,56 |
|                         | Partido Social Democrata                        | 170   | 15,30 / 100,00  | 6,57 |
|                         | Bloco de Esquerda                               | 101   | 9,09 / 100,00   | 5,57 |
|                         | Partido Popular                                 | 45    | 4,05 / 100,00   | 1,23 |
|                         | Partido Comunista dos Trabalhadores Portugueses | 13    | 1,17 / 100,00   | 0,50 |
|                         | Outros                                          | 8     | 0,72 / 100,00   |      |
| Votos Inválidos         | Votos Inválidos                                 | 21    | 1,89 / 100,00   | 0,68 |
| Total                   | Total                                           | 1 111 | 100,00 / 100,00 |      |
| Eleitorado/Participação | Eleitorado/Participação                         | 1 856 | 59,86 / 100,00  | 3,72 |

#### São Nicolau
| Partido                 | Partido                        | Votos | %               | +/-  |
| ----------------------- | ------------------------------ | ----- | --------------- | ---- |
|                         | Partido Socialista             | 281   | 40,26 / 100,00  | 0,99 |
|                         | Partido Social Democrata       | 181   | 25,93 / 100,00  | 5,98 |
|                         | Bloco de Esquerda              | 82    | 11,75 / 100,00  | 4,62 |
|                         | Partido Popular                | 57    | 8,17 / 100,00   | 1,95 |
|                         | Coligação Democrática Unitária | 52    | 7,45 / 100,00   | 1,22 |
|                         | Partido da Nova Democracia     | 13    | 1,86 / 100,00   | Novo |
|                         | Outros                         | 8     | 1,14 / 100,00   |      |
| Votos Inválidos         | Votos Inválidos                | 24    | 3,44 / 100,00   | 1,75 |
| Total                   | Total                          | 698   | 100,00 / 100,00 |      |
| Eleitorado/Participação | Eleitorado/Participação        | 1 231 | 56,70 / 100,00  | 1,01 |

#### São Paulo
| Partido                 | Partido                        | Votos | %               | +/-  |
| ----------------------- | ------------------------------ | ----- | --------------- | ---- |
|                         | Partido Socialista             | 892   | 46,48 / 100,00  | 2,28 |
|                         | Partido Social Democrata       | 399   | 20,79 / 100,00  | 9,26 |
|                         | Bloco de Esquerda              | 201   | 10,47 / 100,00  | 5,58 |
|                         | Coligação Democrática Unitária | 193   | 10,06 / 100,00  | 0,61 |
|                         | Partido Popular                | 141   | 7,35 / 100,00   | 0,24 |
|                         | Outros                         | 32    | 1,67 / 100,00   |      |
| Votos Inválidos         | Votos Inválidos                | 61    | 3,18 / 100,00   | 1,12 |
| Total                   | Total                          | 1 919 | 100,00 / 100,00 |      |
| Eleitorado/Participação | Eleitorado/Participação        | 3 472 | 55,27 / 100,00  | 0,64 |

#### São Sebastião da Pedreira
| Partido                 | Partido                        | Votos | %               | +/-   |
| ----------------------- | ------------------------------ | ----- | --------------- | ----- |
|                         | Partido Socialista             | 1 479 | 29,79 / 100,00  | 3,98  |
|                         | Partido Social Democrata       | 1 447 | 29,14 / 100,00  | 20,25 |
|                         | Partido Popular                | 1 210 | 24,37 / 100,00  | 10,68 |
|                         | Bloco de Esquerda              | 395   | 7,96 / 100,00   | 2,26  |
|                         | Coligação Democrática Unitária | 198   | 3,99 / 100,00   | 1,13  |
|                         | Outros                         | 57    | 1,15 / 100,00   |       |
| Votos Inválidos         | Votos Inválidos                | 179   | 3,61 / 100,00   | 2,21  |
| Total                   | Total                          | 4 965 | 100,00 / 100,00 |       |
| Eleitorado/Participação | Eleitorado/Participação        | 7 240 | 68,58 / 100,00  | 2,30  |

#### São Vicente de Fora
| Partido                 | Partido                                         | Votos | %               | +/-  |
| ----------------------- | ----------------------------------------------- | ----- | --------------- | ---- |
|                         | Partido Socialista                              | 1 225 | 48,79 / 100,00  | 5,13 |
|                         | Partido Social Democrata                        | 486   | 19,35 / 100,00  | 9,68 |
|                         | Coligação Democrática Unitária                  | 303   | 12,07 / 100,00  | 2,09 |
|                         | Bloco de Esquerda                               | 220   | 8,76 / 100,00   | 3,79 |
|                         | Partido Popular                                 | 147   | 5,85 / 100,00   | 1,52 |
|                         | Partido Comunista dos Trabalhadores Portugueses | 42    | 1,67 / 100,00   | 0,70 |
|                         | Outros                                          | 33    | 1,31 / 100,00   |      |
| Votos Inválidos         | Votos Inválidos                                 | 55    | 2,19 / 100,00   | 0,13 |
| Total                   | Total                                           | 2 511 | 100,00 / 100,00 |      |
| Eleitorado/Participação | Eleitorado/Participação                         | 4 089 | 61,41 / 100,00  | 1,88 |

#### Sé
| Partido                 | Partido                                         | Votos | %               | +/-   |
| ----------------------- | ----------------------------------------------- | ----- | --------------- | ----- |
|                         | Partido Socialista                              | 339   | 42,32 / 100,00  | 5,45  |
|                         | Partido Social Democrata                        | 178   | 22,22 / 100,00  | 13,29 |
|                         | Coligação Democrática Unitária                  | 84    | 10,49 / 100,00  | 1,24  |
|                         | Bloco de Esquerda                               | 79    | 9,86 / 100,00   | 4,80  |
|                         | Partido Popular                                 | 75    | 9,36 / 100,00   | 0,36  |
|                         | Partido Comunista dos Trabalhadores Portugueses | 10    | 1,25 / 100,00   | 0,26  |
|                         | Outros                                          | 10    | 1,25 / 100,00   |       |
| Votos Inválidos         | Votos Inválidos                                 | 26    | 3,24 / 100,00   | 1,02  |
| Total                   | Total                                           | 801   | 100,00 / 100,00 |       |
| Eleitorado/Participação | Eleitorado/Participação                         | 1 278 | 62,68 / 100,00  | 0,96  |

#### Socorro
| Partido                 | Partido                                         | Votos | %               | +/-   |
| ----------------------- | ----------------------------------------------- | ----- | --------------- | ----- |
|                         | Partido Socialista                              | 908   | 48,50 / 100,00  | 6,74  |
|                         | Partido Social Democrata                        | 426   | 22,76 / 100,00  | 10,16 |
|                         | Coligação Democrática Unitária                  | 173   | 9,24 / 100,00   | 0,15  |
|                         | Bloco de Esquerda                               | 156   | 8,33 / 100,00   | 4,43  |
|                         | Partido Popular                                 | 74    | 3,95 / 100,00   | 3,75  |
|                         | Partido Comunista dos Trabalhadores Portugueses | 27    | 1,44 / 100,00   | 0,05  |
|                         | Outros                                          | 47    | 2,52 / 100,00   |       |
| Votos Inválidos         | Votos Inválidos                                 | 61    | 3,26 / 100,00   | 1,52  |
| Total                   | Total                                           | 1 872 | 100,00 / 100,00 |       |
| Eleitorado/Participação | Eleitorado/Participação                         | 3 318 | 56,42 / 100,00  | 3,34  |